# صاریغ گوش‌بزرگ
صاریغ گوش‌بزرگ (نام علمی: Didelphis aurita) نام یک گونه از سرده دوزهدان‌ها است.